# Emmett Skilton
Emmett Skilton (nacido el 23 de septiembre de 1987) es un actor y director neozelandés.
Interpretó al personaje principal, Axl Johnson, en la comedia dramática The Almighty Johnsons, y más recientemente tuvo papeles en Avatar: The Way of Water y la serie de comedia estadounidense Young Rock, interpretando al entrenador de fútbol universitario de la vida real de Dwayne Johnson, Ed Orgeron.

## Primeros años
Emmett nació en Wellington, Nueva Zelanda. Creció en Titahi Bay y asistió a Mana College, todo en su ciudad natal de Titahi Bay. Emmett actuó en el Festival Sheilah Winn Shakespeare de Nueva Zelanda todos los años que estuvo en Mana College, y un año dirigió A Midsummer Night's Dream. En 2005 fue seleccionado para asistir a la producción de Shakespeare de las escuelas de Nueva Zelanda.
Durante la escuela secundaria, Emmett actuó con el grupo de improvisación Joe Improv en el Capital E de Wellington. El director neozelandés Danny Mulheron vio actuar a Emmett y le pidió que hiciera una audición para el papel de Willem en Seven Periods with Mr. Gormsby. Al año siguiente realizó una gira por Nueva Zelanda y Sydney con la compañía de actuación The Ugly Shakespeare Company, antes de asistir a Toi Whakaari: New Zealand Drama School, en 2007.

## Carrera

### Cine y televisión
Mientras estudiaba en Toi Whakaari, Emmett protagonizó el largometraje Home By Christmas, basado en la familia de Gaylene Preston durante la Segunda Guerra Mundial. Se graduó a finales de 2009 con una Licenciatura en Artes Escénicas en Actuación y comenzó a interpretar a Axl Johnson en The Almighty Johnsons a partir de 2010.
Emmett interpretó a las figuras de la vida real Sam Giancana en la serie estadounidense The Making of the Mob: Chicago en 2016 y Victor Lownes en American Playboy: The Hugh Hefner Story en 2017. Luego protagonizó Avatar: The Way of Water de James Cameron, The Sounds, coproducción neozelandesa y canadiense, Together Forever Tea y American Playboy: The Hugh Hefner Story de Amazon Prime.
Emmett protagonizó recientemente la nueva serie de comedia monocámara de NBC, Young Rock, basada en la vida de Dwayne Johnson. Emmett interpreta al ex entrenador de posición de Johnson en la Universidad de Miami, el ex entrenador en jefe de LSU, Ed Orgeron.

### Director
De 2015 a 2017, Emmett produjo y dirigió la serie web de comedia Auckward Love que se centra en una joven con el corazón roto en Auckland, Nueva Zelanda, en su búsqueda para encontrar nuevamente el amor de sus mejores amigos no tan útiles. También dirigió la galardonada serie de comedia, Millennial Jenny, exclusivamente para Instagram TV desde 2019 hasta la actualidad. Emmett codirigió la serie australiana de Stan Harrington, Legends, estrenada en 2019.
Es tutor de pantalla en la importante escuela de teatro The Actors Program y dirigió sus películas de graduación de 2017 y 2018, Ripple y 13 Suspects, esta última escrita por la cocreadora de The Almighty Johnsons, Rachel Lang.
Más recientemente, Emmett ha dirigido más de 100 episodios de Shortland Street para TVNZ.

## Filmografía

### Películas
- A Mistake (2023) Alexander Colton
- Together Forever Tea (2021) Steve Slater
- Ablaze (2020) David Cody
- Shortland Street (2020) Ross Douglas
- James Patterson's Murder Is Forever (2018) Det. Derek Mois
- Into The Rainbow (2017) Tom Williams
- Every Little Thing (2016) Henry Thorougood
- Bella (2016) Connor Gregor
- The Last Train (2015) Louis
- We Feel Fine (2012) Roger
- Packed (2011) Darth Vader
- Shopping for One (2010) Dave
- Home By Christmas (2009) Tiny

### Televisión
- Young Rock (2021) Entrenador Orgeron
- The Sounds (2020) Brendan
- Kino Ratten (2019) Oficial Armand
- Power Rangers Beast Morphers (2019) Jax
- Power Rangers Super Ninja Steel (2018) Dreadwolf y Stabberous
- Dear Murderer (2017) Bruce Peterson
- American Playboy: The Hugh Hefner Story (2017) Victor Lownes
- The Brokenwood Mysteries (2017) Dr. Byron Cotter
- Power Rangers Dino Super Charge (2016) Profesor Strickler
- The Making of the Mob: Chicago (2016) Sam Giancana
- Jono and Ben at Ten (2013) Guy Williams
- The Almighty Johnsons – Series 3 (2013) Axl Johnson
- Would I Lie To You? (2012) Él mismo
- The Almighty Johnsons – Series 2 (2012) Axl Johnson
- Aotearoa Film and Television Awards (2011) Él mismo
- The Almighty Johnsons – Series 1 (2011) Axl Johnson
- Time Trackers (2008) Ernest Rutherford
- The Investigator (2006) Brendan Easton
- Seven Periods with Mr Gormsby (2005) Willem van der Murren

### Series web
- D & D Logic (2022) Barbarian
- Millennial Jenny (2018-2023) Productor/Director
- Auckward Love (2015-2017) Productor/Director
- Gods Among Us (2013) Axl Johnson

### Teatro
- Between Two Waves (2015) Daniel Wells
- Stones in His Pockets (2014) Varios
- Tribes (2012) Daniel
- Idiots 3D (2011) Francis Fox
- Paper Sky: A Love Story (2011–12) Henry
- Gagarin Way (2010) Tom